# KMIC
KMIC (1590 AM) é uma estação de rádio de transmissão em formato de música e palavra falada em inglês licenciada para Houston, Texas, servindo a área da Grande Houston. A estação, que começou a transmitir em 1947, pertence e é operada pela DAIJ Media.
O KMIC também é licenciado pela Comissão Federal de Comunicações (FCC) dos EUA para transmitir no formato HD (híbrido); no entanto, foi desativado em 2012.